# Eleonore de Solms-Hohensolms-Lich
Prințesa Eleonore de Solms-Hohensolms-Lich (17 septembrie 1871 – 16 noiembrie 1937), a fost a doua soție a lui Ernest Louis, Mare Duce de Hesse.

## Biografie

### Familie
A fost al patrulea copil și a doua fiică a lui Hermann, Prinț de Solms-Hohensolms-Lich și a soției acestuia, Contesa Agnes de Stolberg-Wernigerode.

### Căsătorie și copii
Eleanore s-a căsătorit cu Ernest Louis, Mare Duce de Hesse la Darmstadt la 2 februarie 1905. Prima lui soție a fost  Prințesa Victoria Melita de Saxa-Coburg și Gotha (sora reginei Maria a României). Ernest și Victoria Melita au divorțat la 21 decembrie 1901 pe motive de "antipatie reciprocă invincibilă" printr-un verdict special al Curții Supreme de Hesse.
Eleanore și Ernest Louis au avut doi fii:
- Georg Donatus, Mare Duce Ereditar de Hesse (1906–1937), care s-a căsătorit cu Prințesa Cecilie a Greciei și Danemarcei (sora Prințului Filip, Duce de Edinburgh); au avut copii.
- Prințul Louis de Hesse și de Rin (1908–1968). Căsătorit cu Hon. Margaret Geddes fiica Lordului Geddes, fără copii. L-au adoptat ca moștenitor pe Moritz, Landgraf de Hesse.

### Deces
Eleonore a murit într-un accident de avion pe drumul către nunta fiului ei cel mic la Londra. De asemenea, în accident au murit fiul ei cel mare Georg Donatus, soția lui și doi din cei trei copii ai lor. Copilul cel mic al lui Georg Donatus, Prințesa Johanna, nu a fost în avion și a fost adoptată de unchiul ei Prințul Louis de Hesse și de Rin însă micuța a murit de meningită după un an și jumătate.